# Le Vivier-sur-Mer
Le Vivier-sur-Mer (bretonisch: Gwiver, Gallo: Le Vivier) ist eine französische Gemeinde mit 1.062 Einwohnern (Stand: 1. Januar 2022) im Département Ille-et-Vilaine in der Region Bretagne. Sie gehört zum Arrondissement Saint-Malo und zum Kanton Dol-de-Bretagne. Die Einwohner werden Vivarais genannt.

## Geographie
Le Vivier-sur-Mer liegt etwa 19 Kilometer ostsüdöstlich von Saint-Malo am Ärmelkanal. Umgeben wird Le Vivier-sur-Mer von den Nachbargemeinden Cherrueix im Osten, Mont-Dol im Osten und Südosten sowie Hirel im Westen. Beim Ort Le Vivier-sur-Mer, knapp an der Grenze zur Nachbargemeinde Mont-Dol, mündet der Fluss Guyoult und sein Zufluss Banche in den Ärmelkanal.

## Bevölkerungsentwicklung
| Jahr                      | 1962 | 1968 | 1975 | 1982 | 1990 | 1999 | 2006 | 2013 |
| Einwohner                 | 729  | 793  | 753  | 914  | 1012 | 1009 | 1023 | 1036 |
| Quelle: Cassini und INSEE |      |      |      |      |      |      |      |      |

## Sehenswürdigkeiten

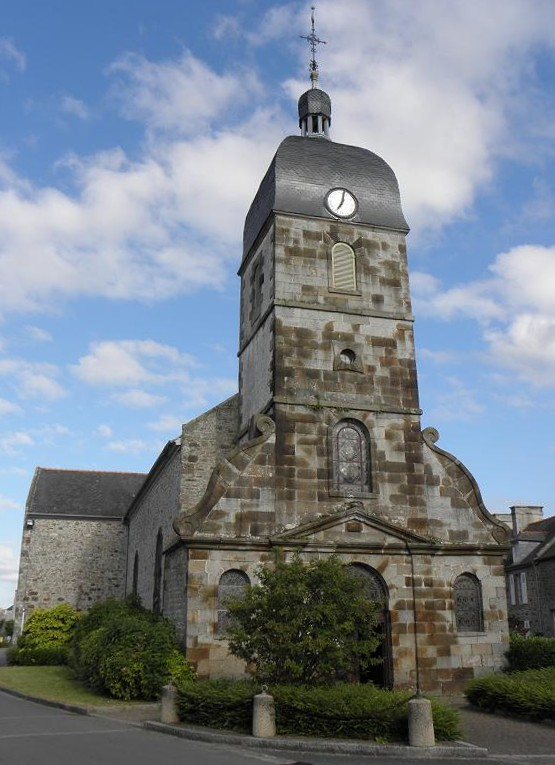
Kirche Saint-Nicolas

- Kirche Saint-Nicolas